# Смородино (Волгоградская область)
Смородино — село в Котовском районе Волгоградской области, в составе Лапшинского сельского поселения.
Население — 216 (2010)

## История
Предположительно основано в конце XVII века (в 1790-х годах). Также было известно как Самородино, Смородинное и Смородинка. В конце XIX века относилось к Гусельской волости Камышинского уезда Саратовской губернии. Село располагалось на торговом тракте из Камышина в Урдню и Аткарский уезд. Население села составляли бывшие государственные крестьяне, православные, великоророссы. В 1886 году земельный надел сельского общества составлял 4074 десятины удобной земли (в том числе пашни 2274 десятины) и 489 десятин неудобной земли. В 1853 году построена Дмитриевская церковь. В 1867 году открыта земская школа, в 1892 года — церковно-приходская школа.
С 1928 года — административный центр Смородинского сельсовета Камышинского района Камышинского округа Нижне-Волжского края (с 1934 года — Сталинградский край). С 1935 года — в составе Неткачевского района Сталинградского края (с 1936 года — Сталинградская область) (районным центром являлось село Мокрая Ольховка). В 1955 году после ликвидации Неткачевского района передано в состав Молотовского района (с 1957 года — Красноярский район). В составе Котовского района — с 1963 года.

## География
Село находится в степной местности, в пределах Приволжской возвышенности, являющейся частью Восточно-Европейской равнины, на правом берегу реки Сухая Ольховка и по правой стороне примыкающей к ней балки, на высоте около 150 метров над уровнем моря. В балка близ села имеются байрачные леса. Почвы — каштановые.
Автодорогой Смородино связано с административным центром сельского поселения посёлком Лапшинская (10 км). По автомобильным дорогам расстояние до районного центра города Котово составляет 31 км, до областного центра города Волгоград — 250 км. Ближайшая железнодорожная станция Приволжской железной дороги расположена в посёлке Лапшинская
Климат
Климат умеренный континентальный (согласно классификации климатов Кёппена — Dfa). Многолетняя норма осадков — 411 мм. Наибольшее количество осадков выпадает в июне — 49 мм, наименьшее в марте — 22 мм. Среднегодовая температура положительная и составляет + 6,5° С, средняя температура самого холодного месяца января −9,9° С, самого жаркого месяца июля +22,4° С.
Часовой пояс
Смородино, как и вся Волгоградская область, находится в часовой зоне МСК (московское время). Смещение применяемого времени относительно UTC составляет +3:00.

## Население
Динамика численности населения по годам:
| 1862 | 1886 | 1890 | 1894 | 1897 | 1911 | 1987 | 2002 |
| ---- | ---- | ---- | ---- | ---- | ---- | ---- | ---- |
| 734  | 1233 | 1332 | 1355 | 1351 | 1485 | ≈400 | 340  |

| 2010 |
| ---- |
| 216  |